# Лабораторія фізичних досліджень
Лабораторія фізичних досліджень (англ. Physical Research Laboratory, PRL; гінді: भौतिक अनुसंधान प्रयोगशाला, IAST: Bhoutik Anusandhan Prayogashala) — національна дослідницька лабораторія в Індії, яка займається, в першу чергу, космічними та астрономічними темами та фінансується в основному Департаментом космосу уряду Індії. Лабораторія має дослідницькі програми з астрономії та астрофізики, аерономії, досліджень атмосфери, планетології, наук про Землю, вивчення Сонячної системи та теоретичної фізики. Вона також керує Удайпурською сонячною обсерваторією та Інфрачервоною обсерваторією Маунт-Абу. Лабораторія фізичних досліджень знаходиться в Ахмадабаді.

## Історія
Лабораторія фізичних досліджень була заснована 11 листопада 1947 року доктором Вікрамом Сарабхаї як невелика лабораторія з досліджень космічних променів у його власній оселі.
Інститут був офіційно заснований в Ахмедабаді за підтримки Освітнього фонду Кармакшетра та Освітнього товариства Ахмедабада. Першим директором інституту став Калпаті Рамакрішна Раманатан, який до цього працював в Індійському метеорологічному департаменті. Спочатку дослідження зосереджувались на космічних променях і верхніх шарах атмосфери. Мрією засновників було створити в Ахмедабаді потужний інститут для проведення фундаментальних досліджень космічних променів та інших суміжних галузей фізики. Відділу фізики атмосфери з'явився в інституті, щоб охопити сферу наукових інтересів Раманатана.
Зі зростанням лабораторії її наукові програми розширювалися в напрямку вивчення різних типів випромінювань, що потрапляють з космосу на Землю. Це продиктувало необхідність додавання таких напрямів досліджень, як радіофізика, теоретична фізика та електроніка в наявних на той час групах фізики атмосфери та космічних променів. За фінансовою підтримкою лабораторія звернулася до Комісії з атомної енергії уряду Індії, і запит було прийнято в 1949 році. У 1950 році за підтримки кількох організацій, таких як уряд Бомбея, Міністерство природних ресурсів і наукових досліджень, Освітній фонд Кармакшетри, Освітнє товариство Ахмадабаду та Комісія з атомної енергії, у 1950 році була створена Рада управління Лабораторіі фізичних досліджень. У 1951 році Раманатан створив на горі Маунт-Абу станцію спостереження за озоном. 12 жовтня 1951 року провели перше вимірювання озону за допомогою озонового спектрофотометра Добсона.
Оскільки кількість видів діяльності та працівників зростала, Освітнє товариство Ахмедабаду вирішило надати землю для окремої будівлі. Освітнє товариство Ахмедабада та Освітній фонд Кармакшетра профінансували будівництво. 15 лютого 1952 року нобелівський лауреат Чандрасекара Венката Раман заклав перший камінь у фундамент будівлі, а 10 квітня 1954 року прем'єр-міністр Джавахарлал Неру урочисто відкрив першу будівлю кампусу. У 1957—1958 роках вчені Лабораторії фізичних досліджень брали участь у різноманітних наукових програмах, пов'язаних із науками про Землю. У зв'язку з цим виникла потреба у розробці детекторів випромінювання та інших електронних приладів. Таким чином, Лабораторія фізичних досліджень розпочала створення мезонних телескопів, фотометрів, лічильників Гейгера-Мюллера, іонозондів, спектрометрів Добсона тощо. Для спостережень світіння атмосфери вночі, концентрації озону в атмосфері, інтенсивності космічних променів тощо в 1955 році була заснована дослідницька станція в Гулмаргу в Кашмірі. Оскільки ця станція давала плідні результати, у 1963 році було вирішено створити повну дослідницьку високогірну лабораторію в Гульмаргу. У 1960-х роках багато Лабораторія фізичних досліджень стала активно розробляти й виготовляти космічні апарати.
Дослідження місячних метеоритів і гірських порід, а також наук про Землю було розпочато, оскільки вони були головними науковими темами Девендри Лала, який обійняв посаду директора Лабораторії фізичних досліджень у 1972 році. Також у 1970-х роках у лабораторії започаткували такі нові галузі досліджень, як астрономія та фізика плазми. Дослідження з фізики плазми мали на меті теоретичну та експериментальну підтримку досліджень космосу та іоносфери, а також розвиток досліджень термоядерної енергетики. Термоядерні дослідження зрештою перемістились в окремий Інститут дослідження плазми в Гандінагарі. У 1970-х роках додались дослідження з атомної та молекулярної фізики, оскільки атомні та молекулярні реакції є вирішальними для розуміння астрофізики та атмосферних наук. Тоді ж створили три радіотелескопи в Раджкоті, Сураті та Ахмедабаді, призначені для вимірювання швидкості сонячного вітру шляхом спостереження за мерехтінням радіоджерела трьома телескопами одночасно.

## Наукові дослідження

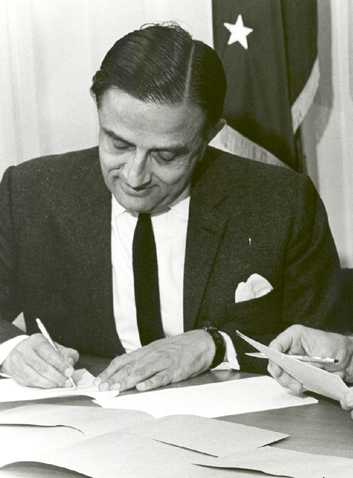
Вікрам Сарабхай, засновник лабораторії.

### Астрономія та астрофізика
Ця дослідницька програма вивчає оптичні, інфрачервоні, рентгенівські та радіохвилі для задач, пов'язаних із галактичними та позагалактичними космічними явищами. Дослідження включають поля зореутворення, еволюцію зір середніх мас, фотометричні та поляриметричні дослідження активних ядер галактик і дослідження високої кутової роздільної здатності за допомогою покриттів об'єктів Місяцем. Астрономічні спостереження проводяться за допомогою 1,2-метрового інфрачервоного телескопа на Маунт-Абу. Лабораторія також проводила фотосферні та хромосферні дослідження Сонця в рамках проекту Global Oscillations Network Group в Удайпурській сонячній обсерваторії. Радіоастрономічними методами також вивчають сонячну активність та її вплив на космічну погоду.

### Атомна, молекулярна фізика та оптика
Ця міждисциплінарна дослідницька програма працює над широким колом тем, таких як астрохімія, основи квантової механіки, люмінесцентне датування тощо. Вона також вивчає класичні та квантові властивості світла, атомів, молекул, молекулярних кластерів за допомогою різних електромагнітних випромінювань і електронів високих енергій. Щоб охопити дослідницьку діяльність у галузі квантової інформатики, цією дослідницькою групою розпочато «Програму квантової науки та технологій». Інші дослідницькі напрями в межах цієї програми — квантова оптика, квантова інформація, створена лазером плазма, нелінійна оптика та квантова заплутаність, розсіювання світла тощо. Доступні експериментальні засоби — твердотільний лазер із діодним накачуванням, фемтосекундний волоконний лазер, спектрометр FTIR тощо.

### Планетологія
Підрозділ зосереджений на характеристиці процесів у ранній Сонячній системі. Для цього програма використовує застосування стабільних і радіоактивних ізотопів. Основна мета — зрозуміти походження та еволюцію Сонячної системи з особливим акцентом на внутрішніх планетах. Інша мета полягає в тому, щоб зрозуміти фізичні та хімічні процеси в атмосферах планет шляхом спостережень та моделювань. Також цей підрозділ вивчає сонячне рентгенівське випромінювання, флуоресцентне випромінювання поверхні Місяця, спостереження та моделювання малопоширених газів, іонів і пилу в нижній атмосфері Марса, спектроскопію земних і місячних зразків, хімічну еволюцію Галактики тощо. В цьому підрозділі є таке обладнання, як мас-спектрометр благородних газів та обладнання для рентгеноспектрального мікроанализу.

### Теоретична фізика
Відділ теоретичної фізики в має на меті вивчення теоретичних і феноменологічних аспектів атомної фізики, фізики конденсованих середовищ, фізики гравітації та астрочастинок, нерівноважних явищ і фізики елементарних частинок. Поточні дослідницькі програми включають фізику нейтрино, фізику за межами стандартної моделі, порушення CP-інваріантності, маси ферміонів, суперсиметрію, баріогенезис, феноменологію теорій вищих вимірів, квантову хромодинаміку та кварк-глюонну плазму, кольорову надпровідність, порушення хіральної симетрії, дослідження квантового хаосу на рівнях ядерної енергії, теорію груп, моделі атомного ядра, дослідження атомних рідбергівських станів, штарківську спектроскопію атомних рівнів.

### Науки про космос і атмосферу
Метою цього підрозділу є вивчення радіаційних, хімічних, іонізаційних та динамічних процесів в атмосфері Землі різними методами, такими як експерименти на ракетах і повітряних кулях, лабораторні експерименти, теоретичне моделювання атмосфери. Широкими галузями досліджень цього підрозділу є хімія атмосфери, аерозолі, радіація, клімат, а також плазмові та нейтральні взаємодії в навколоземному просторі. Вимірювання та моделювання малопоширених газів та озону виконуються для дослідження динаміки та хімії нижньої частини атмосфери. Атмосферні аерозолі намагаються охарактеризувати за допомогою різних методів спостережень і аналізу. Експериментальні установки цього підрозділу включають монітор аерозольних хімічних форм, поверхневі газові аналізатори, сенсори на ракетах і повітряних кулях, спектрографи ближнього інфрачервоного діапазону, лідари, аналізатори парникових газів тощо.

### Науки про Землю
У цьому підрозділі проводять дослідження, пов'язані з геохронологією, геохімією, гляціологією, океанографією та палеокліматологією. Основна увага приділяється вивченню походження та еволюції Землі та її компонентів. Ізотопна геологія є однією з найбільш досліджуваних тем. Багато досліджень ґрунтуються на вимірюваннях вмісту радіоактивних ізотопів. Експериментальні установки цього відділу включають прискорювальний мас-спектрометр, еталометр, мас-спектрометр ізотопного співвідношення, іонні хроматографи та багато іншого.

## Освітня діяльність
Лабораторія фізичних досліджень проводить різноманітні семінари та публічні лекції. Вона має майстерню, комп'ютерний центр, бібліотеку. Вона також пропонує п'ятирічну аспірантуру з фізики зі спеціалізаціями з теоретичної фізики та складних систем, космічного простору та атмосферних наук, квантової оптики та квантової інформації, астрономії та астрофізики). Вступ здійснюється через письмовий тест та співбесіду.

## Національні премії
Лабораторія фізичних досліджень присуджує такі національні наукові премії:
- Нагорода старшим науковцям Харі Ома Ашрама Преріта
- Наукова нагорода Харі Ома Ашрама Преріта Вікрама Сарабхаї
- Премія Лабораторія фізичних досліджень
- Премія Ааюші